# ヴワディスワフ4世 (ポーランド王)
ヴワディスワフ4世（Władysław IV Waza, 1595年6月9日 - 1648年5月20日）は、ヴァーサ家出身のポーランド王（在位：1632年 - 1648年）。ジグムント3世の長男、母は王妃アンナ・フォン・エスターライヒ。

## 生涯

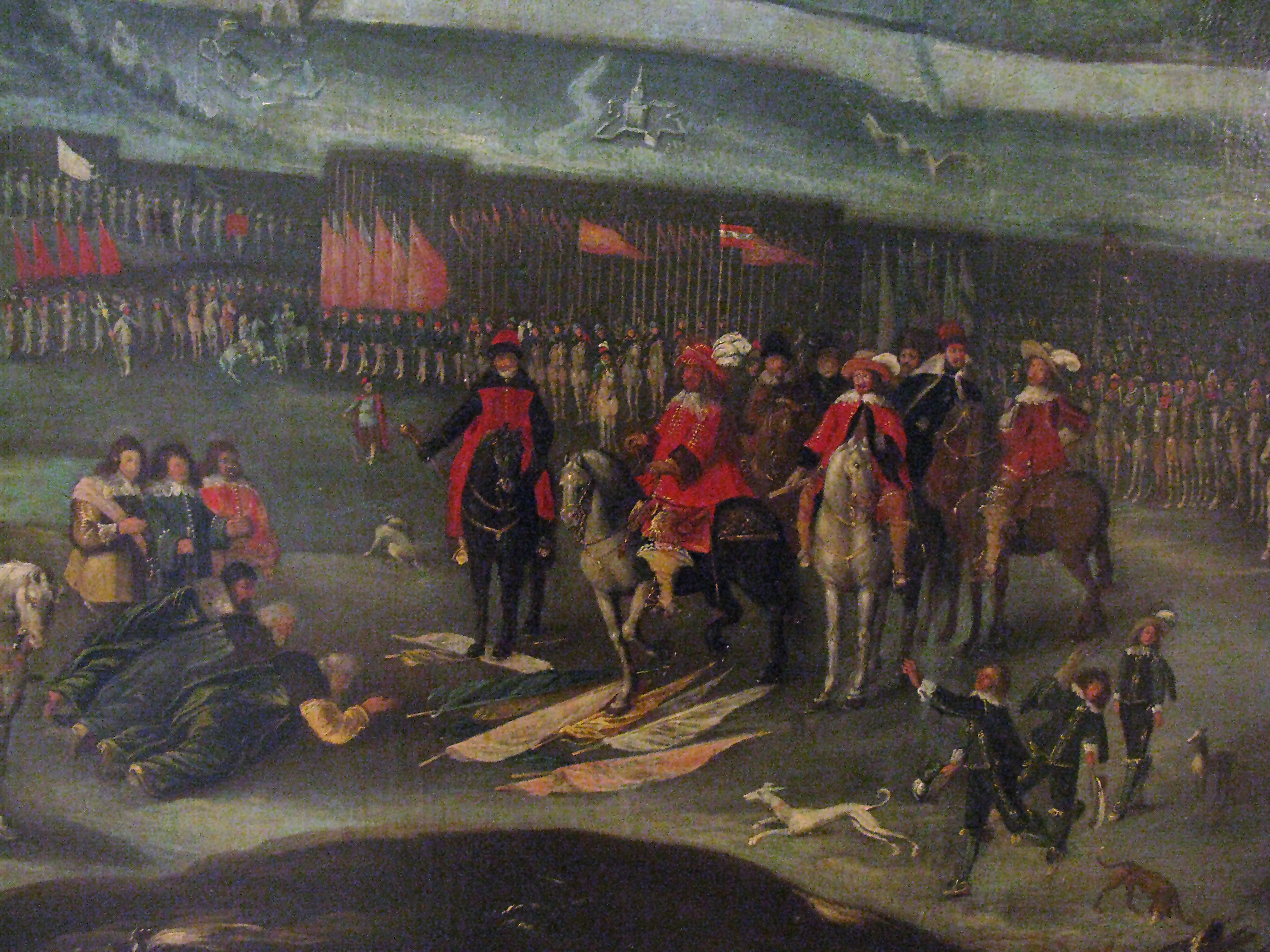
スモレンスクのロシア守備隊を降伏させたヴワディスワフ4世

父が動乱状態のロシアへの影響力を強める中で、1610年に王子ヴワディスワフはヘトマンのスタニスワフ・ジュウキェフスキ率いるポーランド軍と共にモスクワへ入城、七人貴族会議によって新ツァーリに推戴された。しかし王子が正教への改宗を拒んで両国の交渉が停滞するうち、全国会議でミハイル・ロマノフがツァーリに選出された（1613年）。ミハイルの即位を認めないヴワディスワフは1617年にモスクワ大公国に攻め込んだが、逆にミハイルの求心力を高める結果となり、翌1618年にはデウリノの和約が結ばれた。ヴワディスワフはミハイル排除には失敗したものの、チェルニゴフ、スモレンスクを始めとする広大な領土をロシアから獲得した。
1632年にはロシアがポーランドに侵攻したが、父の死で新国王に選出されていたヴワディスワフ4世は、ポーランド軍を率いてこれを迎え撃った（スモレンスク戦争）。ロシアは進軍に失敗し、1634年のポラノヴォ条約ではヴワディスワフ4世が1610年から名乗っていたツァーリの称号を放棄する代わりに、1618年に取り決められた国境線が正式に確認された。
ジグムント3世が失ったスウェーデン王位を奪回すべく始めた対スウェーデン戦争は、1629年から休戦状態にあったが、ヴワディスワフ4世は1635年にストゥムスドルフの和約で正式に停戦合意を行い、東プロイセン北岸に駐留するスウェーデン守備隊を引き揚げさせて、両国間の関税の撤廃をも約束させた（この講和条約は、ポーランド優位で決着したが、リガ以北のリヴォニアの大半は奪還することは出来なかった）。ヴワディスワフ4世はスウェーデン王位を諦めていなかったが、セイムはスウェーデンを仮想敵国とする国王の海軍増強計画を潰し、1641年には建造された艦船が全て売却された。
1637年にポメラニア公国（ポモジェ）の支配者の家系が断絶すると、公国領の殆どはスウェーデンに相続され（1648年のヴェストファーレン条約。西半はスウェーデン、東半はブランデンブルク選帝侯領。18世紀にはプロイセン王国に割譲される）、ポーランド・リトアニア共和国は西北地域を失うことになった。

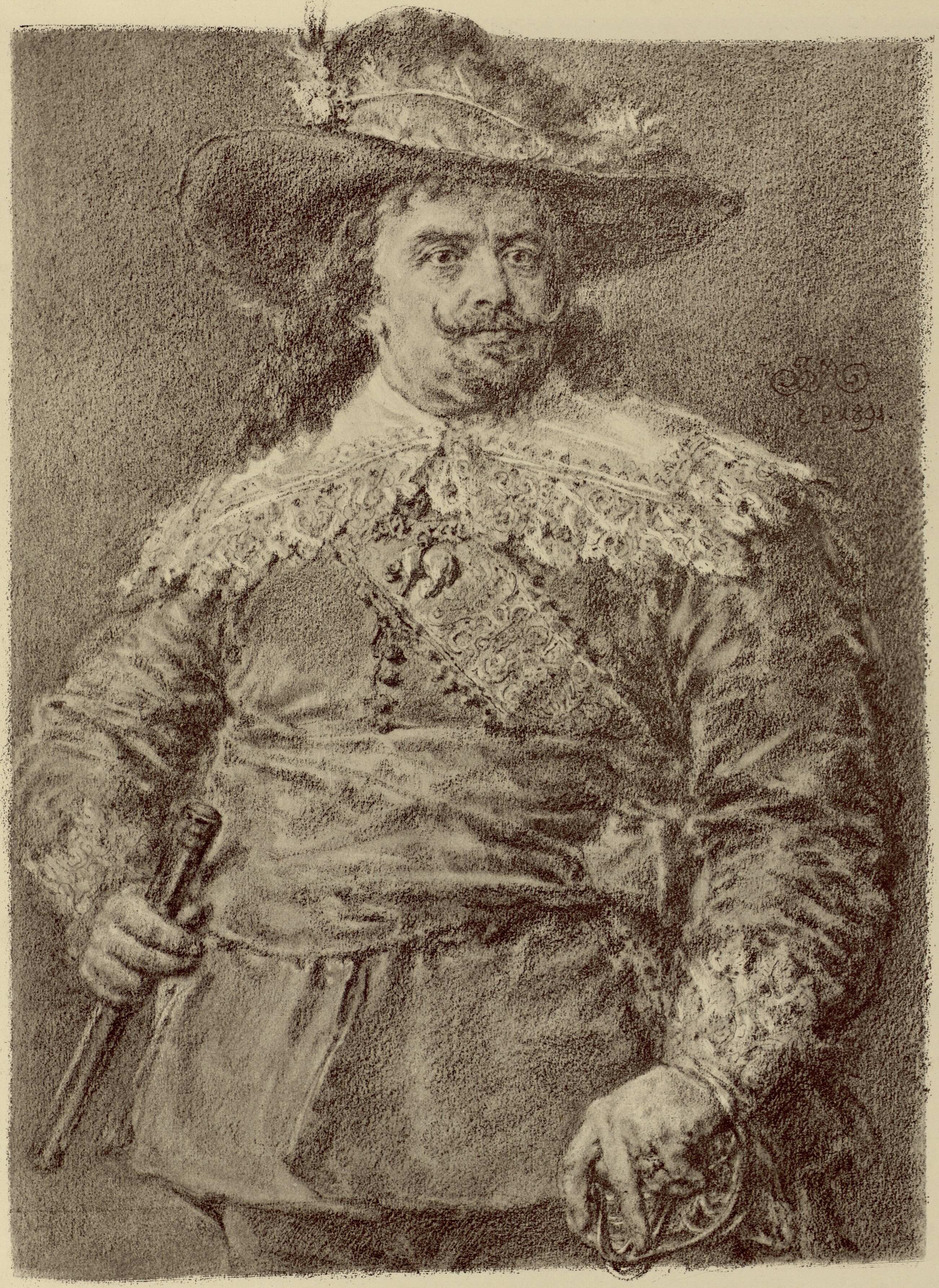
ヤン・マテイコによる肖像画

バルカン半島の再キリスト教化を夢見るヴワディスワフ4世は、無謀な対オスマン帝国戦争を構想し、セイムを牛耳るシュラフタやマグナートには秘密裏に計画を推し進めた。ヴワディスワフ4世はウクライナ・コサックを利用しようと考え、コサックは利潤の獲得を期待して協力的態度を取った。しかし計画を知ったシュラフタ達は、戦争の再発が政府の財政規律を毀損し負担増大につながるのを恐れて、セイム（国会）の決議（1646年、1647年）でヴワディスワフ4世の計画を葬った。
戦争による利潤獲得の期待を裏切られたコサックは1648年、ボフダン・フメリニツキーの指揮で共和国に対する反乱を起こした。ウクライナ・コサックはクリミア・タタールと連合してポーランド領内へ攻め込み、1648年5月にポーランド軍を撃破した。ヴワディスワフ4世は同月、迫りくる大洪水時代を前に病死した。ヴワディスワフ4世には後を継ぐべき嫡子が生存しておらず、異母弟のヤン2世カジミェシュが新王に選出された。
ヴワディスワフ4世の治世は本格的にシュラフタによって王権が制限され、軍事行動などは度々阻止された。国王は王権の政治的権限を強化すべくマグナートの一部と結んで、「無原罪の聖母マリア騎士団」創設（1637年）を始めとする王権強化政策を試みたが、シュラフタ達が国王の絶対主義志向に拒絶反応を示したことで完全な失敗に終わった。一方でポーランド・リトアニア共和国の誇った議会制民主主義は国王の図った王権強化による絶対主義と対抗するもう一つの近代化手段となりえるはずであったが、セイム議員の自由拒否権（リベルム・ヴェト）の行使あるいはその行使をめぐる取引によってその健全な発展が妨げられた。
ポーランドの議会制民主主義は、共通の貴族文化を基盤とする連帯感によって統一された常識感覚があってこそ機能するもので、そのもっとも重要な部分は法的な縛りではなく性善説にもとづいていた。ヴァーサ朝より前の時代、ポーランドが大きく発展していた時代には自由拒否権の濫用は非常識で、ありえないことであった。ところがヴワディスワフ4世の時代には、ポーランドが巨大化し、あまりに多くの文化的背景を持つ人々を取り込んでしまっていたので、長い間ポーランドの誇った多文化主義による社会の新しい変化に古い時代の制度が追いつかなくなってきていたのである。宗教面では、ヴワディスワフ4世自身は宗教的寛容を目指していたが、全体としては対抗宗教改革の流れに逆らうことは出来なかった。特にカルヴァン派を中心とするプロテスタント陣営への迫害が強まり、1647年には勅令によってポーランド兄弟団が経営する全ての学校と印刷所の閉鎖命令が出された。

## 結婚

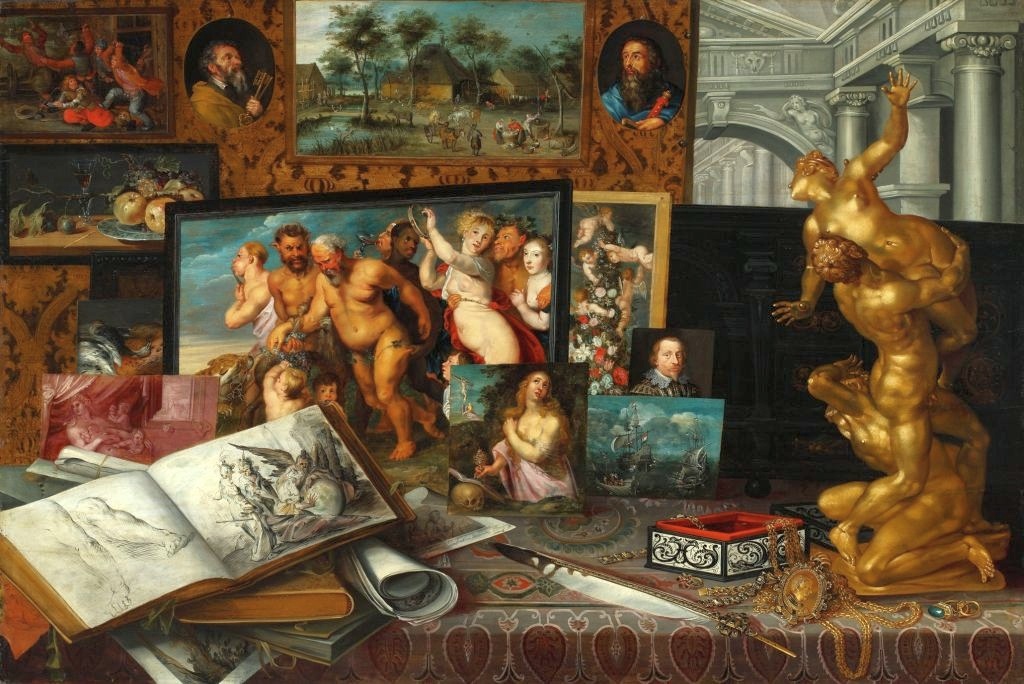
国王の美術コレクション

ロシアやスウェーデンといった敵国に囲まれているヴワディスワフ4世は、ハプスブルク家との同盟に期待をかけ、1637年に神聖ローマ皇帝フェルディナント2世の娘で自身の従妹のツェツィーリア・レナータと結婚した。この同盟によって、ポーランドはシロンスク（シュレージエン）地方のラチブシュ公国とオポーレ公国を回復し、また自立傾向を強めていたブランデンブルク＝プロイセンのフリードリヒ・ヴィルヘルム選帝侯に忠誠を誓わせることにも成功したが、これ以上の利益をもたらすことはなかった。
王妃ツェツィーリアの死後、ヴワディスワフはルドヴィーカ・マリア・ゴンザーガと再婚してフランスへの接近を図ったが、この政略結婚もさしたる成果を上げることはなかった。
最初の妻との間に生まれた2人の子は夭折、2番目の妻との間に子は生まれなかったため、弟のヤン・カジミェシュが後を継いだ。ヤン・カジミェシュはまた、ルドヴィーカを自身の妃とした。

## パトロネジ

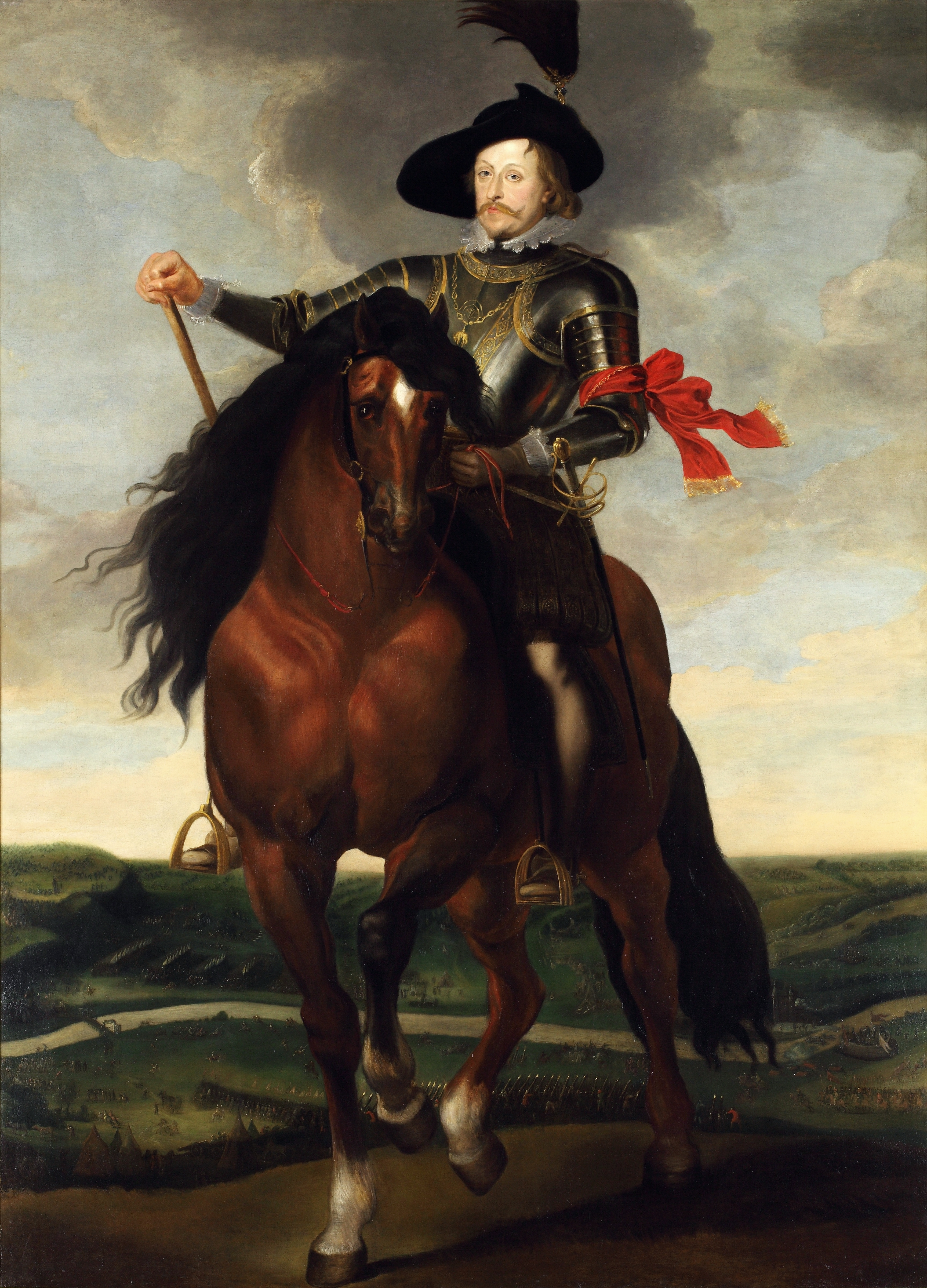
「ヴワディスワフ4世騎馬像」ルーベンス工房（ピーテル・クラエス・デ・ソウトマン?）製作
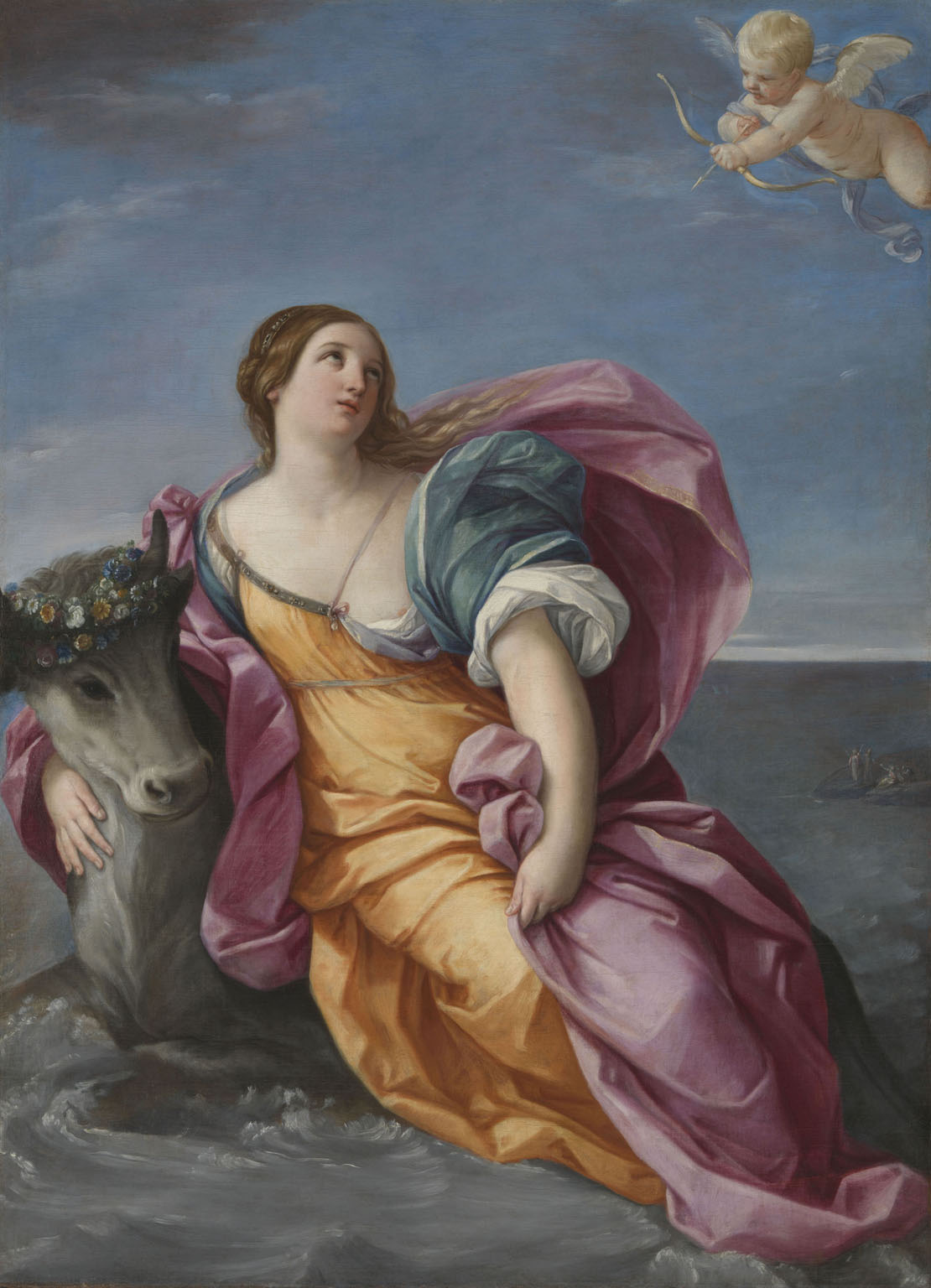
ヴワディスワフ4世のために制作された「エウロペの略奪」グイド・レーニ画（1630年代）
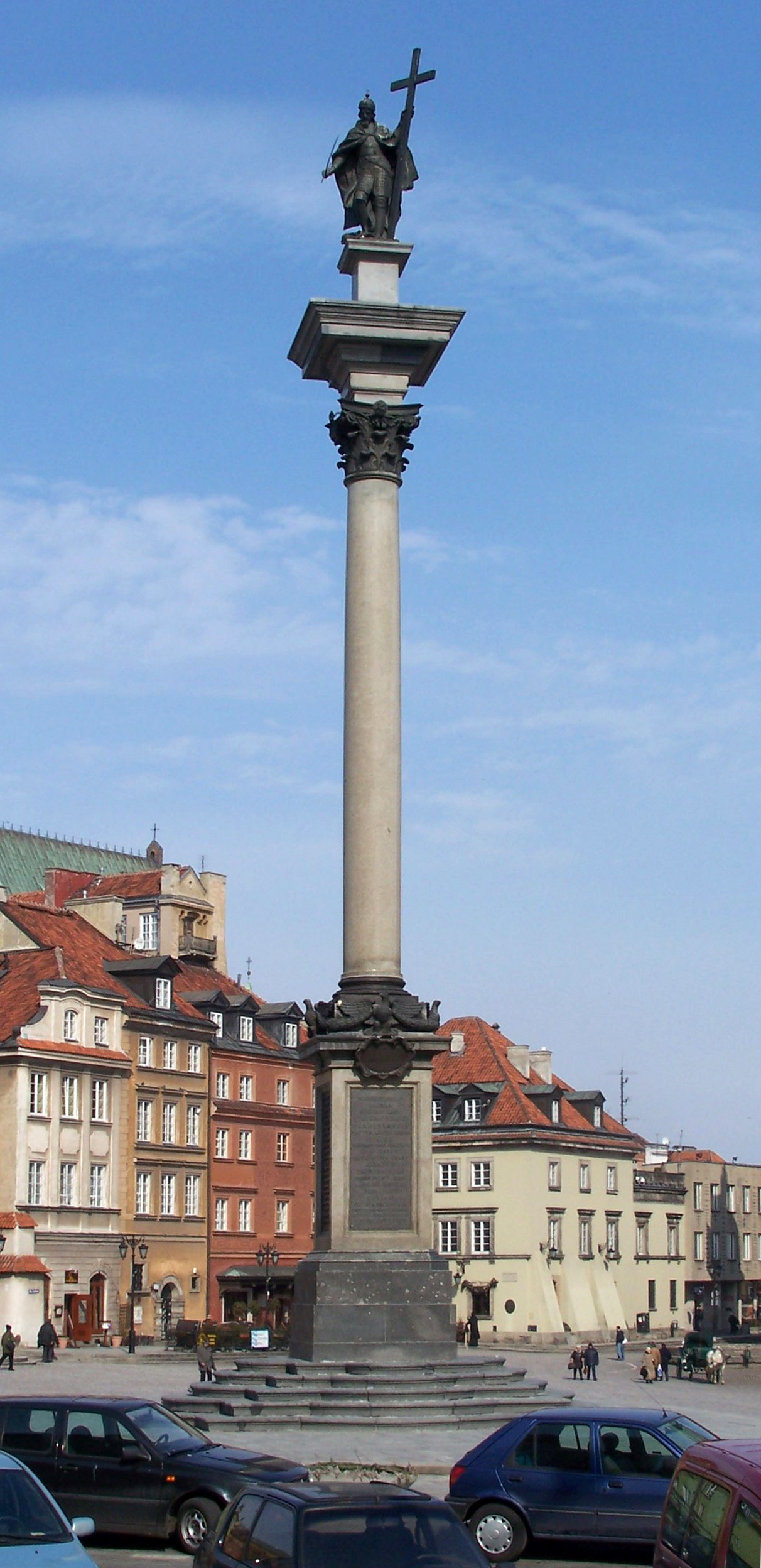
ヴワディスワフ4世の注文で建設された「ジグムント記念塔」（1641年完成）
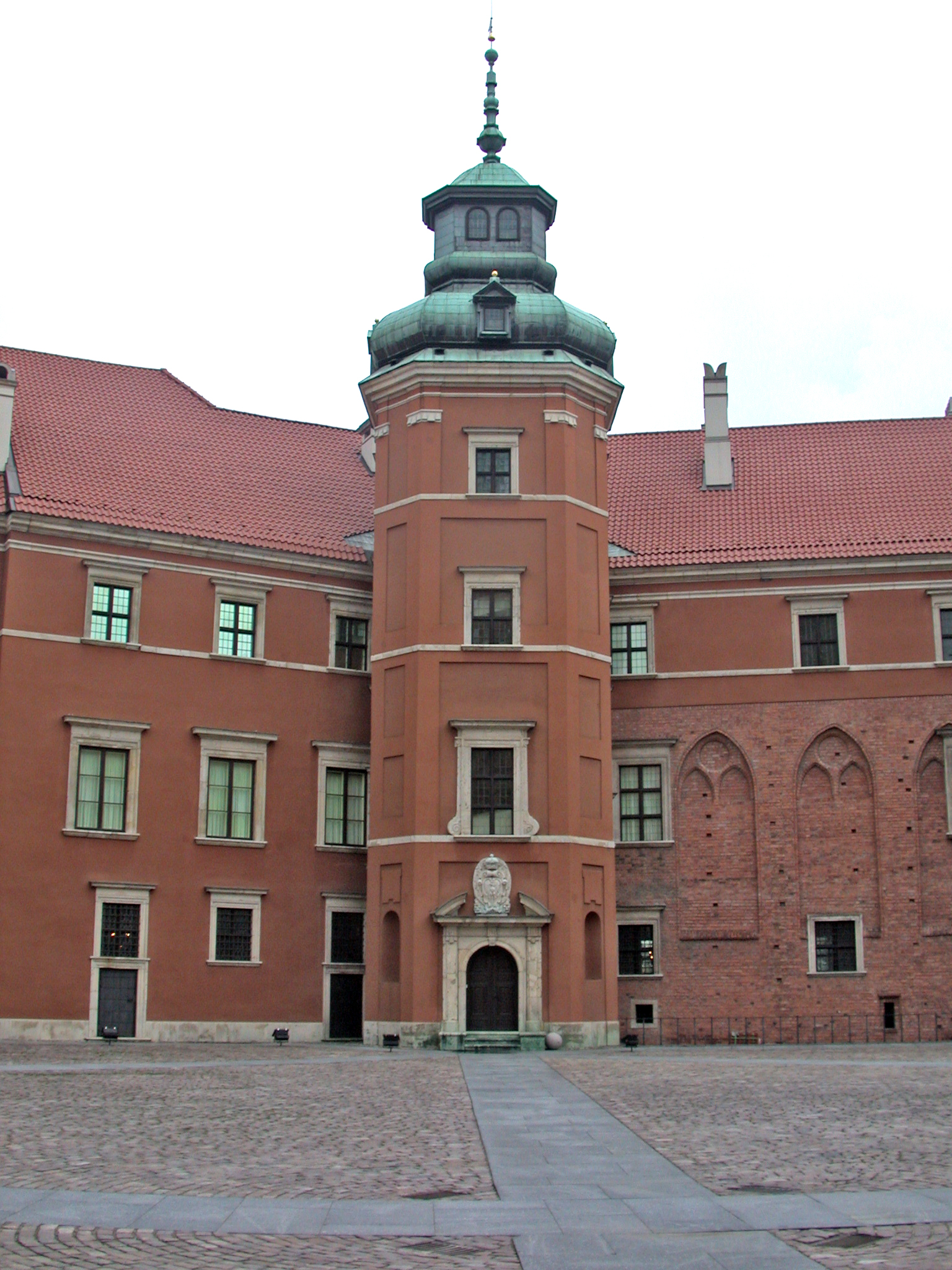
ワルシャワ王宮内にある「ヴワディスワフの塔」（1637年完成）